# Roccavignale
Roccavignale – miejscowość i gmina we Włoszech, w regionie Liguria, w prowincji Savona.
Według danych na rok 2004 gminę zamieszkiwało 709 osób, 41,7 os./km².